# Казанцев, Михаил Геннадьевич
Михаил Геннадьевич Казанцев (род. 16 октября 1968, Юргамышский район, Курганская область) — российский самбист и дзюдоист, серебряный призёр чемпионата России 1998 и 2001 годов по самбо, 4-кратный чемпион Азии по самбо, серебряный (1995), и бронзовый (1996), призёр Кубков мира по самбо, Заслуженный мастер спорта России по самбо (1998).

## Биография
Михаил Геннадьевич Казанцев родился 16 октября 1968 года в посёлке Новый Мир Юргамышского поссовета Юргамышского района Курганской области.
Служил в армии. В 1992 году окончил факультет физвоспитания Курганского педагогического института.
Тренировался в Курганской школе высшего спортивного мастерства под руководством заслуженного тренера России Виктора Федотовича Евтодеева. Выступал за клуб «Динамо» (Курган). Член сборной команды России с 1994 года. 
С 1992 по 1997 год работал инструктором по спорту в обществе «Динамо». В 1997 году был призван по контракту в Курганский военный институт Федеральной пограничной службы Российской Федерации.
Является вице-президентом Федерации дзюдо Свердловской области и вице-президентом Курганской областной федерации самбо.

## Награды и звания
Заслуженный мастер спорта России по самбо, 25 декабря 1998 года.

## Спортивные результаты
- Кубок мира по самбо 1995 года — ;
- Кубок мира по самбо 1996 года — ;
- Чемпионат Европы по самбо 2001 года — 5;
- Чемпионат Азии по самбо 1994 года — ;
- Чемпионат Азии по самбо 1996 года — ;
- Чемпионат Азии по самбо 1997 года — ;
- Чемпионат Азии по самбо 1999 года — ;
- Чемпионат России по самбо 1993 года — ;
- Чемпионат России по самбо 1996 года — ;
- Чемпионат России по самбо 1998 года — ;
- Чемпионат России по самбо 1999 года — ;
- Чемпионат России по самбо 2001 года — ;
- Кубок губернатора Челябинска по дзюдо 2011 года — .